# Единецки район
Единецки район (на румънски: Raionul Edineţ) е разположен в Северна Молдова, с площ 932.9 км2. Негов административен център е град Единец. Населението на района през 2004 година е 81 390 души.

## География

### Населени места
Района се състои от 49 населени места – 2 града, 3 населени места част от градовете и 44 села разделени в 30 комуни (общини).

## Население
Етнически състав
От 81 390 души (2004):
- 58 749 – молдовци
- 16 084 – украинци
- 5084 – руснаци
- 499 – цигани
- 143 – гагаузи
- 91 – българи
- 26 – поляци
- 23 – евреи
- 245 – други националности